# Варіна Давіс
Варіна Енн Бенкс Гоуелл, у шлюбі Девіс (англ. Varina Anne Banks Howell Davis; 7 травня 1826 — 16 жовтня 1906) — перша леді Конфедеративних Штатів Америки (з 1861) у шлюбі з Джефферсоном Девісом, американська письменниця та журналістка.
Підтримувала позицію Конфедерації з питань рабства і прав штатів. Після смерті чоловіка багато зробила для примирення видних осіб Півночі і Півдня.
Після американської Громадянської війни Девіс стала письменницею, завершивши мемуари чоловіка. Кейт Девіс Пулітцер привернула її до написання статей, а згодом і до ведення регулярної колонки в газеті Джозефа Пулітцера «New York World». Після смерті чоловіка в 1891 році Девіс переїхала в Нью-Йорк разом зі своєю дочкою Вінні.

## Ранні роки і освіта[6]
Варіна Бенкс Гоуелл народилася в 1826 році в Натчез, штат Міссісіпі, в родині Вільяма Бери Гоуелл і Маргарет Луїзи Кемп. Її батько походив із солідною нью-джерсийской сім'ї, його батько Річард Гоуелл був губернатором штату Нью-Джерсі з 1794 по 1801 рік і помер, коли Вільям був дитиною. Вільям отримав невелику спадщину і за допомогою фамільних зв'язків став службовцям Другого банку США. Вільям Гоуелл приїхав в Міссісіпі в той час, коли в цьому регіоні стрімко розвивалися плантації. Там він одружився з Маргарет Луїзою Кемп (1806—1867) з Вірджинії округу Принс-Вільям. Її заможна плантаторська сім'я переїхала в Міссісіпі до 1816 року. Вона була дочкою полковника Джозефа Кемпа, шотландско-ірландського іммігранта з північної Ірландії, що став плантатором і великим землевласником, і Маргарет Грем з округу Принс-Вільям. Маргарет Грем вважалася незаконнонародженою, оскільки її батьки, Георг Грем, шотландський іммігрант, і Сусанна Макалистер (1783—1816) з Вірджинії, ніколи не були офіційно одружені. Після переїзду його сім'ї з Вірджинії в Міссісіпі Джозеф Кемп купив землю в Луїзіані. Коли його дочка одружилася з Говеллом, він дав їй у посаг 60 рабів і 2000 акрів (8.1 км 2) землі. Вільям Гоуелл був плантатором, торговцем, поштмейстером, брокером на бавовняній біржі, банкіром і військовим комісаром, але ніколи не досягав тривалих фінансових успіхів. Він втратив більшу частину посагу Маргарет і її спадок через невдалі інвестиції і дорогого способу життя. Серйозні фінансові проблеми супроводжували їм все життя.
Варіна народилася в Натчесе, другою дитиною з 11-ти (7 з яких дожили до повноліття). Пізніше її описували як високу й худу, з оливковим кольором обличчя, що приписувалось її уельському походженню (в Річмонді, коли вона була першою леді, недоброзичливці розповідали про неї як про «мулатку» або «індіанську скво»). Коли Варіні було 13, її батько оголосив себе банкрутом. Фамільний будинок Говелла з усією обстановкою і рабами був конфіскований кредиторами і проданий на аукціоні. Рідні її матері Кемп втрутилися, щоб викупити сімейне майно. Це була одна з багатьох неприємних подій, які пережила Варіна в своєму житті. До повноліття вона росла в садибі «The Briars», коли Натчес процвітав, але завжди пам'ятала, що своїм становищем її сім'я зобов'язана багатим родичам матері Кемп.
Для отримання освіти Варіну Гоуелл відправили до Філадельфії, штат Пенсільванія, в престижну жіночу академію «Французька школа мадам Дебори Гріло». Гугенотка Гріло тікала в Америку від Французької революції і відкрила школу в 1790-х. Однією з однокласниць Варіни була Сара Енн Елліс, дочка дуже багатого міссісіпського плантатора (після Громадянської війни Сара Елліс Дорсі, колишня багата вдова, фінансово підтримувала Девіс).
Під час навчання в школі Варіна дізналася багатьох родичів сімейства Говелла з Півночі, вона листувалася з деякими з них все життя і називала себе «напівкровкою», тому що мала родичів у двох регіонах. Через рік вона повернулася в Натчес, де брала приватні уроки у випускника Гарварда і друга сім'ї судді Джорджа Вінчестера. Вона була дуже добре освічена, краще за багатьох своїх однолітків, що в той час не було прийнято на Півдні. Пізніше Варіна Гоуелл Девіс тепло згадувала Мадам Гріло і суддю Вінчестера, вона робила все, щоб забезпечити кращу освіту для двох своїх дочок.
У 1843 році, коли їй було 17, Говелла запросили провести різдвяний сезон в садибі їхнього друга Джозефа Девіса «Hurricane Plantation». Її батьки назвали свого старшого сина в честь Джозефа. Садиба знаходилася в Девіс Бен, Міссісіпі, в 20 милях на південь від Виксберга, і Девіси планували свято новосілля з нагоди побудови нової садиби на плантації (в мемуарах Варіна докладно описала цей будинок). Під час перебування в будинку вона познайомилася з братом господаря будинку Джефферсоном Девісом. Девіс, випускник Вест-Пойнт і колишній армійський офіцер, керував власною плантацією неподалік від брата.

## Шлюб і сім'я
До моменту їх зустрічі Джефферсону Девісу було 35 років і він був вдівцем. Його перша дружина, Сара Нокс Тейлор, дочка майбутнього президента Захарії Тейлор, померла від малярії через три місяці після весілля в 1835 році. Девіс вів усамітнений спосіб життя наступні 8 років, хоча почав брати активну участь в політиці. Незабаром після їх зустрічі Варіна Гоуелл написала матері: "Він здався мені цікавою людиною, але нерішучого характеру, і приймає як належне, що всі згодні з ним, коли він висловлює свою думку, що ображає мене".
За звичаєм, Девіс чекав дозволу батьків Гоуелл, перш ніж почати офіційне залицяння. Спочатку вони не схвалювали його через багато відмінностей у походженні, віці і політиці. Девіс був демократом, а Говелли, включаючи Варіну, були вигами. У мемуарах Варіна Гоуелл Девіс писала, що її мати була стурбована надмірною відданістю Девіса своїм родичам (особливо старшому брату Джозефу, який багато в чому виховав його і від якого він фінансово залежав) і його майже культом покійної першої дружини. Говелли врешті погодилися на залицяння, і незабаром пара побралася.
Спочатку весілля планувалася як грандіозний захід, який відбудеться в «Hurricane Plantation» на Різдво 1844 року, але весілля і заручини були скасовані незадовго до цього з невідомих причин. У січні 1845 року, коли Гоуелл захворіла лихоманкою, Девіс часто відвідував її. Вони знову заручились. Коли вони одружилися 26 лютого 1845 року в будинку її батьків, були присутні кілька родичів і друзів нареченої і нікого з сім'ї нареченого.
Короткий медовий місяць включав відвідини літньої матері чоловіка Джейн Девіс і відвідування могили його першої дружини в Луїзіані. Пара оселилася на плантації «Brierfield» площею 1000 акрів, яку дав Джозеф Девіс своєму братові кілька років тому. Вона прилягала до «Hurricane Plantation». Їх перше місце проживання було двокімнатним котеджем на ділянці, і незабаром вони почали будівництво головного будинку. Це послужило причиною розбіжностей.
Незабаром після весілля овдовіла і збідніла сестра Девіса, Аманда Девіс Бредфорд, приїхала жити в «Brierfield» разом зі своїми сімома молодшими дітьми. Брати Аманди вирішили, що вона повинна оселитися у великому будинку, який будували Девіси, але вони не порадилися з Варіною Девіс. Це приклад того, що вона називала втручанням сім'ї Девіс в її життя з чоловіком. Її шурин Джозеф Девіс контролював не тільки брата, але й Варіну під час відсутності чоловіка. У той же час її батьки стали фінансово більш залежними від Девіса, що бентежило і турбувало Варіну. Молодший брат Варіни, що народився вже після її одруження, був названий Джефферсоном Девісом Говеллом на честь її чоловіка.
У пари були тривалі періоди розлуки на ранній стадії шлюбу, коли чоловік виступав з промовами і проводив кампанію для себе та інших кандидатів-демократів на виборах 1846 року. Він також їхав на тривалі періоди під час мексиканської війни (1846—1848). Варіну Девіс поставили під опікунство Джозефа Девіса, який їй сильно не подобався. Листування з чоловіком в цей час показує її зростаюче невдоволення, якому чоловік не дуже співчував.

## Перша леді Конфедерації
Джефферсон Девіс подав у відставку з Сенату США в 1861 році, після сецесії штату Міссісіпі. Варіна Девіс повернулася зі своїми дітьми в Брірфілд, чекаючи, що він буде призначений генералом в армії Конфедерації. Він був обраний президентом Конфедеративних Штатів Америки новим конгресом Конфедерації. Вона не супроводжувала його, коли він подорожував в Монтгомері, штат Алабама (столиця нової нації) для відкриття. Кілька тижнів по тому вона пішла за чоловіком і взяла на себе офіційні обов'язки першої леді Конфедерації.
Варіна Гоуелл Девіс з жахом зустріла війну, підтримуючи як рабство, так і Союз. Відомо, що вона сказала: "У Півдня не було матеріальних ресурсів, щоб виграти війну, а білі південці не мали якостями, необхідними для перемоги". Малося на увазі, що її чоловік не підходив для політичного життя; що, можливо, жінки не були другорядною статтю, і що, можливо, було помилкою відмовляти жінкам у виборчому праві до війни.
Влітку 1861 Варіна Девіс і її чоловік переїхали в Річмонд, штат Вірджинія, в нову столицю Конфедерації. Вони жили в президентському особняку протягом решти війни (1861—1865). «Вона насилу намагалася зробити те, що від неї очікували, але ніколи не переконувала людей у своїй щирості, і її перебування на посту першої леді було здебільшого катастрофою», люди помічали подвійне ставлення. Білі жителі Річмонда вільно критикували Варіну Девіс; її називали «мулаткою або індіанською скво».
У грудні 1861 вона народила п'яту дитину, Вільяма. Соціальна турбулентність військових років досягла президентського особняка; в 1864 році деякі з колишніх рабів Девіса втекли.
Навесні 1864 року 5-річний Джозеф Девіс помер, зламавши шию при падінні з балкона в президентському особняку в Річмонді. Кілька тижнів потому Варіна народила останню дитину, доньку Варіну Енн Девіс, яку називали «Вінні». Дівчинка стала відома публіці як «Дочка Конфедерації»; розповіді про неї і її портрети поширювалися по всій Конфедерації протягом останнього року війни, щоб підвищити бойовий дух. Вона зберегла прізвисько на все життя.

## Література і журналістика

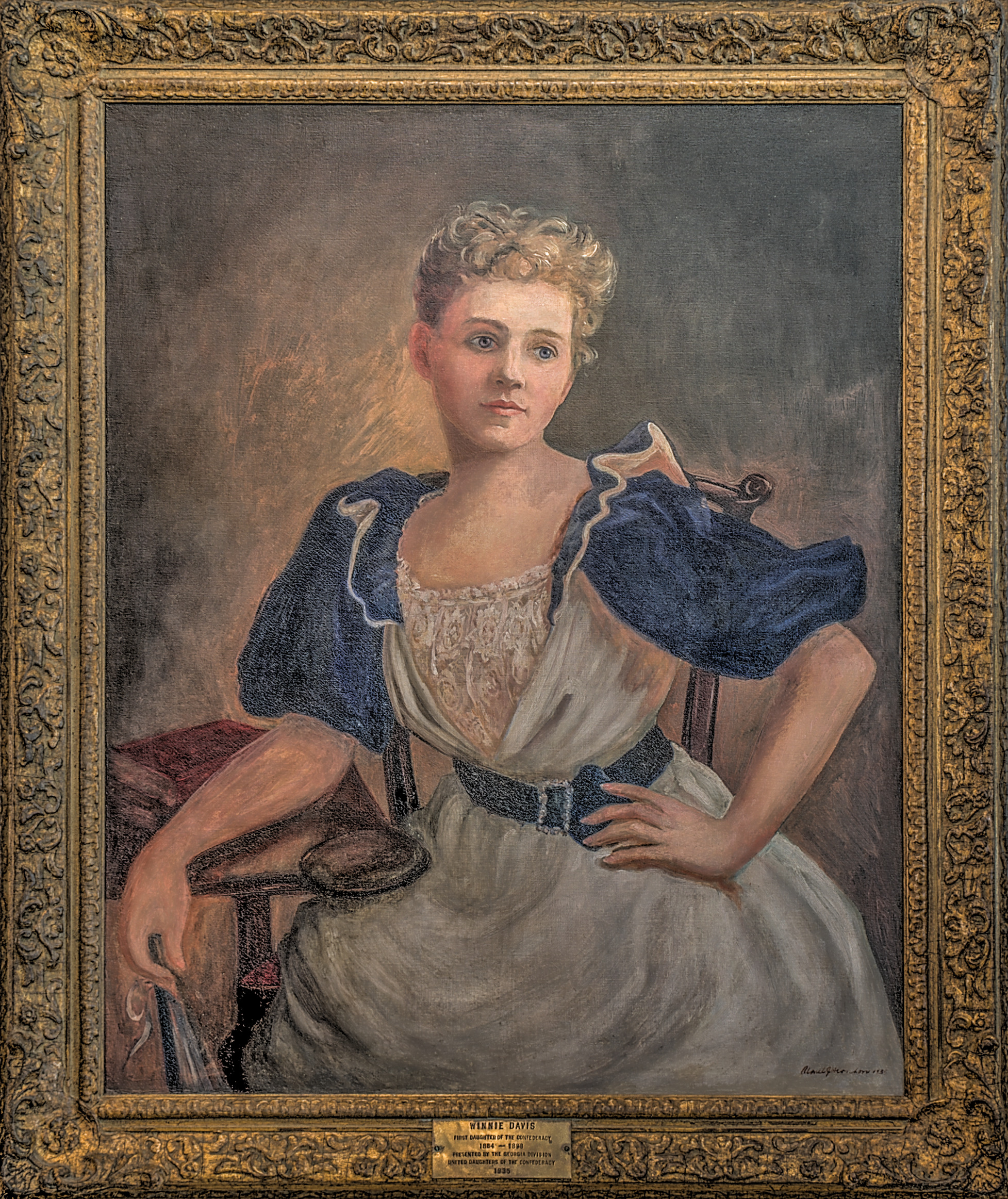
Варина Енн Бенкс Хоуелл Девіс